# اتیل اکتانوات
اتیل اکتانوات (انگلیسی: Ethyl octanoate) همچنین به عنوان اتیل کاپریلات شناخته می‌شود، یک استر اسید چرب است که از کاپریلیک اسید و اتانول تشکیل شده است. این ماده در صنایع غذایی به عنوان طعم دهنده و در صنعت عطرسازی به عنوان افزودنی رایحه به کار می‌رود. اتیل اکتانواتدر بسیاری از میوه‌ها و نوشیدنی‌های الکلی وجود دارد و بوی تند میوه و گل دارد. این ماده در ایجاد رایحه‌های میوه‌ای مصنوعی به کار می‌رود.